# Ратковска Суха
Ратковска Суха (слч. Ratkovská Suchá) насељено је мјесто са административним статусом сеоске општине (слч. obec) у округу Римавска Собота, у Банскобистричком крају, Словачка Република.

## Становништво
| Година:    | 1994. | 2004.   | 2014.    | 2024.    |
| ---------- | ----- | ------- | -------- | -------- |
| Број људи: | 67    | 68      | 49       | 39       |
| Разлика:   |       | +1,49 % | -27,94 % | -20,40 % |

| Година:    | 2023. | 2024.   |
| ---------- | ----- | ------- |
| Број људи: | 42    | 39      |
| Разлика:   |       | -7,14 % |

Према подацима о броју становника из 2011. године насеље је имало 52 становника.